# Free running
Il free running o freerunning è una disciplina sportiva che basa le proprie origini e i propri movimenti sul parkour.
Il free running è l'arte di spostarsi in ambienti urbani e rurali, in modo da dare al praticante la sensazione di libertà, valorizzando la bellezza dei movimenti. Questa è proprio la principale differenza con il parkour, dove ogni movimento deve tendere invece alla massima efficienza.
Nel free running, il considerare fondamentale l'estetica porta a unire i movimenti propri del parkour con gesti atletici non efficienti, ma spettacolari, estratti da altre discipline, soprattutto dalla ginnastica acrobatica. Non è quindi insolito vedere praticanti effettuare salti mortali o altre acrobazie di vario genere.